# Tro-Bro Léon 2021
La Tro-Bro Léon 2021, trentasettesima edizione della corsa, valevole come diciassettesimo evento dell'UCI ProSeries 2021 categoria 1.Pro e come quarto della Coppa di Francia, si svolse il 16 maggio 2021 su un percorso di 207 km, con partenza ed arrivo a Lannilis, in Francia. La vittoria fu appannaggio del britannico Connor Swift, il quale completò il percorso in 5h18'38", alla media di 38,979 km/h, precedendo i belgi Piet Allegaert e Baptiste Planckaert.
Sul traguardo di Lannilis 87 ciclisti, su 138 partenti, portarono a termine la competizione.

## Squadre e corridori partecipanti
| N.      | Cod. | Squadra                  |
| ------- | ---- | ------------------------ |
| 1-7     | COF  | Cofidis                  |
| 11-17   | ACT  | AG2R Citroën Team        |
| 21-27   | GFC  | Groupama-FDJ             |
| 31-37   | EFN  | EF Education-Nippo       |
| 41-47   | LTS  | Lotto Soudal             |
| 51-57   | IWG  | Intermarché-Wanty-Gobert |
| 61-67   | BBK  | B&B Hotels               |
| 71-77   | DKO  | Delko                    |
| 81-87   | ARK  | Team Arkéa-Samsic        |
| 91-97   | TDE  | Total Direct Énergie     |
| 101-107 | AFC  | Alpecin-Fenix            |

| N.      | Cod. | Squadra                         |
| ------- | ---- | ------------------------------- |
| 111-117 | BWB  | Bingoal Pauwels Sauces WB       |
| 121-127 | BBH  | Burgos-BH                       |
| 131-137 | EKP  | Equipo Kern Pharma              |
| 141-147 | EUS  | Euskaltel-Euskadi               |
| 151-157 | RLY  | Rally Cycling                   |
| 161-167 | UXT  | Uno-X Pro Cycling Team          |
| 171-177 | AUB  | St Michel-Auber 93              |
| 181-187 | XRL  | Xelliss-Roubaix Lille Métropole |
| 191-197 | BCY  | BEAT Cycling                    |
| 201-207 | RIW  | Riwal Cycling Team              |

## Ordine d'arrivo (Top 10)
| Pos. | Corridore           | Squadra     | Tempo    |
| ---- | ------------------- | ----------- | -------- |
| 1    | Connor Swift        | Arkéa       | 5h18'38" |
| 2    | Piet Allegaert      | Cofidis     | s.t.     |
| 3    | Baptiste Planckaert | Intermarché | s.t.     |
| 4    | Olivier Le Gac      | Groupama    | s.t.     |
| 5    | Rasmus Tiller       | Uno-X       | s.t.     |
| 6    | John Degenkolb      | Lotto       | a 26"    |
| 7    | Oliver Naesen       | AG2R        | s.t.     |
| 8    | Bram Welten         | Arkéa       | s.t.     |
| 9    | Christophe Laporte  | Cofidis     | s.t.     |
| 10   | Kevin Geniets       | Groupama    | s.t.     |